# 瓦恩斯多夫車站
瓦恩斯多夫車站（捷克語：Varnsdorf nádraží）是位於捷克烏斯季州瓦恩斯多夫的鐵路車站。

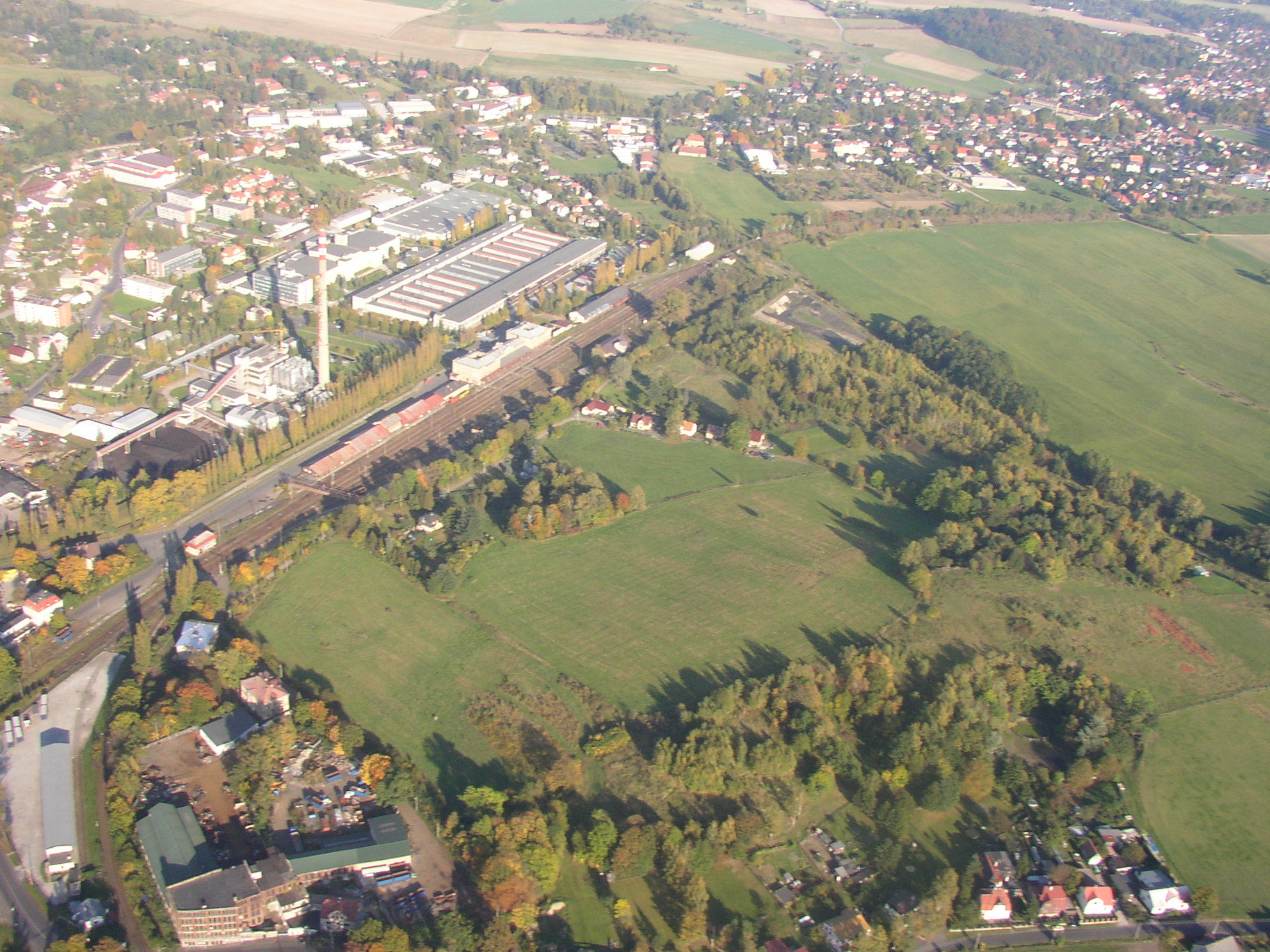
瓦恩斯多夫車站與周邊空照圖

## 歷史
該車站於1869年1月16日啟用，是捷克北方鐵路（BNB）主幹線支線（從雷布尼什捷站出發）的終點站。它是一座通過式分岔站，設有三條乘客月台線路，曾是對德國邊境交通的重要節點。捷克進入歐盟與加入申根區後，該站重新恢復部分跨境列車服務。
2003年後，車站納入捷克國家鐵路局的管理範疇。2018年起，原有軌道和轉轍器布局經大幅縮減，將 12條線路與24處轉轍器，簡化為僅4條軌道與10處轉轍器；月台配置也調整為島式月台與西側新月台。